# Leucodon strictus
Leucodon strictus là một loài Rêu trong họ Leucodontaceae. Loài này được (Harv.) A. Jaeger mô tả khoa học đầu tiên năm 1877.